# 古今聖歌集 (イングランド教会)

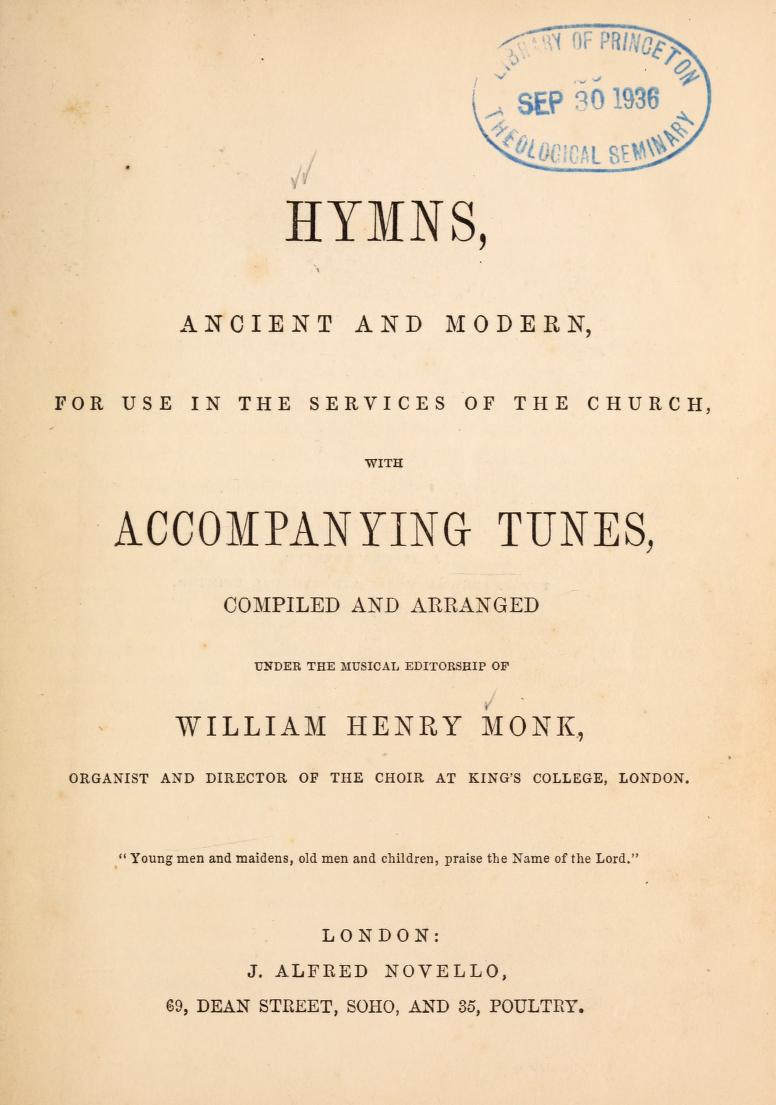
イングランド教会の『古今聖歌集』初版（1861年）の表紙

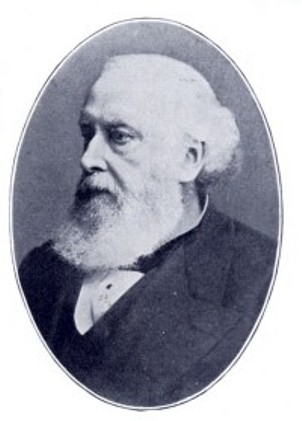
『古今聖歌集』の編集者ウィリアム・ヘンリー・モンク）

『古今聖歌集』（こきんせいかしゅう、英語: Hymns Ancient and Modern ）は、イングランド教会の聖歌集である。1861年に初版が発行されて、次に続く『英語聖歌集』（English Hymnal）および『新英語聖歌集』（New English Hymnal）が発行されるまで広く使われた。

## 概史
1830年代になるとイングランド教会外でアイザック・ウォッツ、チャールズ・ウェスレーなどが作った聖歌（賛美歌）が歌われるようになった 。イングランド教会内では、聖書の一部、特に『詩編』を簡単な節をつけて歌う以外は、教会の信者たちが歌うのは正式になっておらず、そういった習慣はなかったが、そのころになると各教会でに歌集が作られていった。
もう一つの重要な要素は、ジョン・キーブル、ジョン・ヘンリー・ニューマンなどがカトリック的古い伝統をイングランド教会へもっと反映させようとした「オックスフォード運動」に関連している。その結果、ギリシャ語、ラテン語はもちろん、ドイツ語起源の聖歌を英語に翻訳して教会で歌う試みがなされた。1810年から1850年には、そうした歌が100曲もできたという。
こうした新しい聖歌のみを集めた歌集がいくつか発行された後、むしろこれまでの歌を含めて『聖公会祈祷書|祈祷書』の伴侶となるような総合的な歌集『古今聖歌集』（Hymns Ancient and Modern）の編纂を1859年にウィリアム・ヘンリー・モンクを中心の委員会で進められて、翌年に試用版が発行されて、1861年には初版が出版された。

## 聖歌の出典
『古今聖歌集』に収められた聖歌は、それまで発行されたさまざまな聖歌集を集大成している。

## 結果
『古今聖歌集』はすぐに大きな成功を収め、過去150年に1億７千万部が売れて、英語の聖歌集としては一番人気となった。またその多くの歌の率直な、なじみやすい旋律がその人気の基であり、次に続く『英語聖歌集』（English Hymnal、1906年初版）および『新英語聖歌集』（New English Hymnal、1986年）にも大きな影響を与えた。

## その後の改訂
古今聖歌集は大成功を収め、その後20世紀だけでも1918年に標準版（Standard Edition）が、1950年には改訂版（Revised Edition）が、1975年には出版社が株式会社になり、1983年に新標準版（New Standard Edition）が出版された。

## コモン・プレイズなど
2000年の新祈祷書『コモン・ワーシップ』に合わせて『コモン・プレイズ』（Common Praise）が出版された。その後2010年には『賛美を歌え』（Sing Praise）が、2014年には『新古今聖歌集』（Ancient and Modern）が出版されてきた。

## 日本
日本聖公会でも名称が「古今聖歌集」（1959年発行）の歌集が『日本聖公会聖歌集』（2006年発行）以前は正式に使われており、イギリスの『古今聖歌集』の歌を多数含んでいた。

## 参照項目
- 新英語歌集 - (New English Hymnal)
- 古今聖歌集 (日本聖公会) （英文名称：Hymns Old and New、日本聖公会）
- 典礼聖歌（カトリック聖歌集）